# Торса
Торса (груз. თორსა) — село в Грузії.
За даними перепису населення 2014 року в селі проживає 535 особи.